# Березняки (Тверская область)
Березняки  — деревня в Рамешковском районе Тверской области.

## География
Находится в восточной части Тверской области на расстоянии приблизительно 11 км на восток-северо-восток по прямой от районного центра поселка Рамешки.

## История
Известна с 1709 года как дворцовая деревня с 4 жилыми дворами. В1859 году Березняки значились карельским владельческим приселком, в котором был 1 двор. В 1932 г. на хуторе Березняки было 7 карельских и 34 русских хозяйств. В советское время работали колхозы «Красные Березняки», «Путь Ильича». В 2001 году 16 домов принадлежали постоянным жителям, а 5 наследникам и дачникам. До 2021 года входила в состав сельского поселения Заклинье до его упразднения.

## Население
Численность населения: 15 человек (1859 год), 18 (1887), 212 (1936), 27 (1989, русские 62 %, карелы 33 %), 21 (русские 46 %, карелы 25 %) в 2002 году, 13 в 2010.